# Ezio Oreste Rivetti di Val Cervo
Ezio Oreste Rivetti di Val Cervo (Veglio, 1º settembre 1887 – Biella, 2 gennaio 1962) è stato un imprenditore italiano.

## Biografia
Ezio Oreste Rivetti detto Oreste, ultimo figlio maschio di Giovanni Rivetti, esauturò rapidamente i fratelli nella direzione dell'azienda di famiglia. Assunse nel 1917 la direzione del complesso tessile Giuseppe Rivetti e figli.
A partire dal 1919 fu presidente della "Federazione Nazionale degli Industriali Lanieri", che nel periodo fascista subì una serie di riorganizzazioni e della quale fu in seguito nominato commissario. Nel 1938 Rivetti venne nominato direttore capo dell’Opificio militare di Torino, costituito dopo l'esproprio di uno stabilimento della Venchi Unica e destinato alla produzione di calzature e altre forniture destinate ai militari. Nel 1941 gli fu conferito il titolo di conte della Valle Cervo dal re Vittorio Emanuele III. Creò a Maratea, in provincia di Potenza, un complesso laniero a ciclo completo.
 Dopo la Seconda guerra mondiale operò per espandere l'azienda con varie acquisizioni, in particolare nell'Italia del Sud; continuò inoltre a ricoprire importanti cariche in società finanziarie, sportive e culturali.
Presiedeva l’istituto commerciale laniero italiano, l'Associazione biellese per l’incremento dell’istruzione professionale, era consigliere della società autostrada Torino-Milano e della Chatillon. Dopo la morte, avvenuta nel 1962, l'imprenditore venne sepolto nel Cimitero monumentale di Oropa.
A Oreste Rivetti è stato dedicato l'Istituto di Ricerche e Sperimentazione Laniera Oreste Rivetti (IRSL) del CNR di Biella.